# Casa Merinos (Vic)
La Casa Merinos és una obra eclèctica de Vic (Osona) protegida com a Bé Cultural d'Interès Local.

## Descripció
Edifici d'habitatges de planta baixa amb dos pisos superiors, compartint mitgera amb l'edifici que va cantonada amb el carrer de la Riera i sobresortint aquests dos de la línia de façana de la plaça. La planta baixa s'obra amb un únic i gran portal, flanquejat per unes pilastres d'ordre clàssic i amb un fris llis decorat amb dentellons. En els dos pisos superiors s'obren balcons i finestres de llinda plana, decorats en la zona del trencaaigües amb esgrafiats de motius florals. Destaca el medalló situat a la cantonada, profusament decorat.